# Hydrovatus parvulus
Hydrovatus parvulus är en skalbaggsart som beskrevs av Régimbart 1900. Hydrovatus parvulus ingår i släktet Hydrovatus och familjen dykare. Inga underarter finns listade i Catalogue of Life.